# Ospedaletto
Ospedaletto település Olaszországban, Trento megyében. Lakosainak száma 796 fő (2023. január 1.). Ospedaletto Cinte Tesino, Castel Ivano, Grigno, Pieve Tesino és Asiago községekkel határos.

## Népesség
A település népességének változása:

| 2018 | 803 |
| 2023 | 796 |